# Antoni Czubiński
Antoni Czubiński (ur. 22 listopada 1928 w Koninie, zm. 10 lutego 2003 w Poznaniu) – polski historyk, nauczyciel akademicki i profesor nauk humanistycznych. Uczeń Kazimierza Piwarskiego i Janusza Pajewskiego.

## Życiorys

### Młodość (1928–1955)
Urodził się 22 listopada 1928 w Koninie w rodzinie szewca Wincentego Czubińskiego (działacza przedwojennej Polskiej Partii Socjalistycznej) i Wiktorii. W Koninie rozpoczął edukację szkolną, przerwaną przez wybuch wojny. W marcu 1942, w wieku niespełna 14 lat, został wywieziony na roboty przymusowe do Niemiec, gdzie pozostał i pracował w gospodarstwie rolnym w Westerstede do końca wojny. Następnie uczęszczał do szkoły powszechnej w Brual-Rhede, rozpoczynając naukę od klasy piątej.
Po powrocie do Polski w 1946 kontynuował naukę. Już w maju 1950 uzyskał maturę w Liceum Pedagogicznym w Morzysławiu koło Konina, po czym podjął studia historyczne na Uniwersytecie im. Adama Mickiewicza w Poznaniu. Ukończył je w 1955 magisterium pod kierunkiem prof. Kazimierza Piwarskiego.

### Praca naukowa i zawodowa
Następnie przez dwa lata przebywał na aspiranturze na Uniwersytecie Państwowym im. Łomonosowa w Moskwie, doktoryzował się jednak w Poznaniu w 1959 r. u prof. Janusza Pajewskiego. Dysertację habilitacyjną obronił w 1963 r., uzyskując stopień naukowy doktora habilitowanego. W 1968 r. otrzymał tytuł naukowy profesora nadzwyczajnego, a w 1976 – profesora zwyczajnego.
A. Czubiński wywarł duży wpływ na organizacyjny rozwój Uniwersytetu im. Adama Mickiewicza, pełniąc kolejno obowiązki kierownika: Zakładu Historii Ruchów Społecznych (1965–1969), Zakładu Historii Niemiec (1969–1979), Zakładu Historii Powszechnej XIX i XX wieku (1979–1998). W latach 1963–1964 był prodziekanem, a w latach 1964–1966 dziekanem Wydziału Filozoficzno-Historycznego UAM. Od 1969 do 1971 pełnił obowiązki wicedyrektora Instytutu Historii Uniwersytetu im. Adama Mickiewicza. Był przewodniczącym grupy inicjatywnej Klubu Wiedzy Społeczno-Politycznej „Rzeczywistość” (organizacji bliskiej programowo Zjednoczeniu Patriotycznemu „Grunwald”), członkiem Polskiej Zjednoczonej Partii Robotniczej (członkiem Egzekutywy Komitetu Wojewódzkiego w Poznaniu). Na przełomie lat 60. i 70. należał do grupy działaczy popierających Edwarda Gierka.
W 1971 powołany został na stanowisko dyrektora Instytutu Historii Polskiego Ruchu Robotniczego i prorektora Wyższej Szkoły Nauk Społecznych przy KC PZPR w Warszawie. W latach 1971–1974 był redaktorem naczelnym kwartalnika „Z Pola Walki”. Obowiązki te łączył z pracą na UAM.
Przynależność do PZPR nie przeszkodziła mu w opublikowaniu w 1973 roku pracy „Kraj Rad. Lata zmagań i zwycięstw”, w której zakwestionował fragment dotyczący kolektywizacji rolnictwa, co stało się powodem usunięcia A. Czubińskiego z Wyższej Szkoły Nauk Społecznych przy KC PZPR w Warszawie na wniosek władz ZSRR z inspiracji prof. Janusza Gołębiowskiego. Praca ta miała zresztą pierwotnie podtytuł „lata klęsk i zwycięstw” („klęski” na „zmagania” Czubiński musiał zmienić na skutek ingerencji cenzury prewencyjnej już w wydawnictwie). W 1973 r. z kolei przeforsował zatrudnienie w swoim Zakładzie Historii Powszechnej XIX i XX wieku UAM dra Edmunda Makowskiego, zwolnionego z Wydawnictwa Poznańskiego za dopuszczenie kontrowersyjnej pod względem politycznym książki.
Jednocześnie kierował innymi placówkami naukowymi. W latach 1978–1990 był dyrektorem Instytutu Zachodniego w Poznaniu, a wkrótce także współprzewodniczącym Wspólnej Komisji Polska-RFN do spraw Podręczników Szkolnych z Historii i Geografii UNESCO. W latach 1971–1991 był członkiem, a następnie wiceprzewodniczącym Centralnej Komisji Kwalifikacyjnej Kadr Naukowych przy Prezesie Rady Ministrów, był członkiem Prezydium Komitetu Nauk Historycznych Polskiej Akademii Nauk oraz rad naukowych, redaktorem czasopism historycznych (m.in. „Kwartalnika Historycznego”, „Dziejów Najnowszych”, „Roczników Historycznych”, „Przeglądu Zachodniego” i innych), organizatorem kilkudziesięciu zespołowych przedsięwzięć wydawniczych. W październiku 1981 powołany przez Plenum Komitetu Centralnego PZPR w skład Zespołu dla przygotowania naukowej syntezy dziejów polskiego ruchu robotniczego. Od czerwca 1985 był członkiem Komitetu Redakcyjnego dla opracowania "Pism zebranych" Władysława Gomułki. W latach 1986–1989 był członkiem Ogólnopolskiego Komitetu Grunwaldzkiego. Był długoletnim przewodniczącym Komitetu Redakcyjnego kwartalnika KC PZPR „Z Pola Walki”, w którym publikowano artykuły na temat historii polskiego i międzynarodowego ruchu robotniczego i komunistycznego. Członek Komitetu Redakcyjnego kwartalnika historii wojskowości „Wojskowy Przegląd Historyczny”.
W 1971 r. wystąpił, jako kierownik Zakładu Historii Niemiec, z inicjatywą wydawania czasopisma naukowego poświęconego dziejom Niemiec i szeroko rozumianym stosunkom słowiańsko-germańskim. Pierwszy zeszyt Studiów Historica Slavo-Germanica ukazał się w 1972, a jego komitet redakcyjny tworzyli: Antoni Czubiński, Hubert Orłowski, Bernard Piotrowski, Jerzy Strzelczyk. W 1973 r. przeforsował zatrudnienie w Instytucie Historii Uniwersytetu im. Adama Mickiewicza wyrzuconego z Wydawnictwa Poznańskiego Edmunda Makowskiego i przyjął go do swojego Zakładu Historii Niemiec.
W 1975 Ministerstwo Nauki, Szkolnictwa Wyższego i Techniki powierzyło Instytutowi Historii UAM koordynację Problemu Resortowego Badań Podstawowych nt. Zagadnienia historii Niemiec i stosunków słowiańsko-germańskich i niemiecko-polskich. Koordynatorem głównym został wyznaczony prof. A. Czubiński. W 1986 profesor został koordynatorem I stopnia Centralnego Programu Badań Podstawowych nt.: Polacy-Niemcy. Tradycje i dążenia. W wyniku realizacji całości tematyki wchodzącej w skład problemu uformował się zespół 30 samodzielnych pracowników naukowych z 6 dużych, krajowych ośrodków niemcoznawczych, prowadzący wspólne prace nad wytyczaniem dla tych badań nowej perspektywy. Ważną rolę odegrały liczne sesje, sympozja i spotkania naukowe organizowane w Uniwersytecie im. Adama Mickiewicza przez głównego koordynatora.
Współpracował z regionalnymi towarzystwami naukowymi i kulturalnymi. Był popularyzatorem wiedzy historycznej, utrzymując ścisłe kontakty z lokalnymi towarzystwami kulturalnymi i historycznymi, zwłaszcza w Wielkopolsce (w Gnieźnie, Koninie, Lesznie, Pile, Śremie), a także w Koszalinie, Opolu, Szczecinie i Zielonej Górze.
W latach osiemdziesiątych XX wieku zarzucono mu dokonanie plagiatu z pracy zbiorowej, której redaktorami byli prof. Tadeusz Cegielski i prof. Włodzimierz Borodziej. W pośmiertnym wykazie publikacji plagiat pominięto.

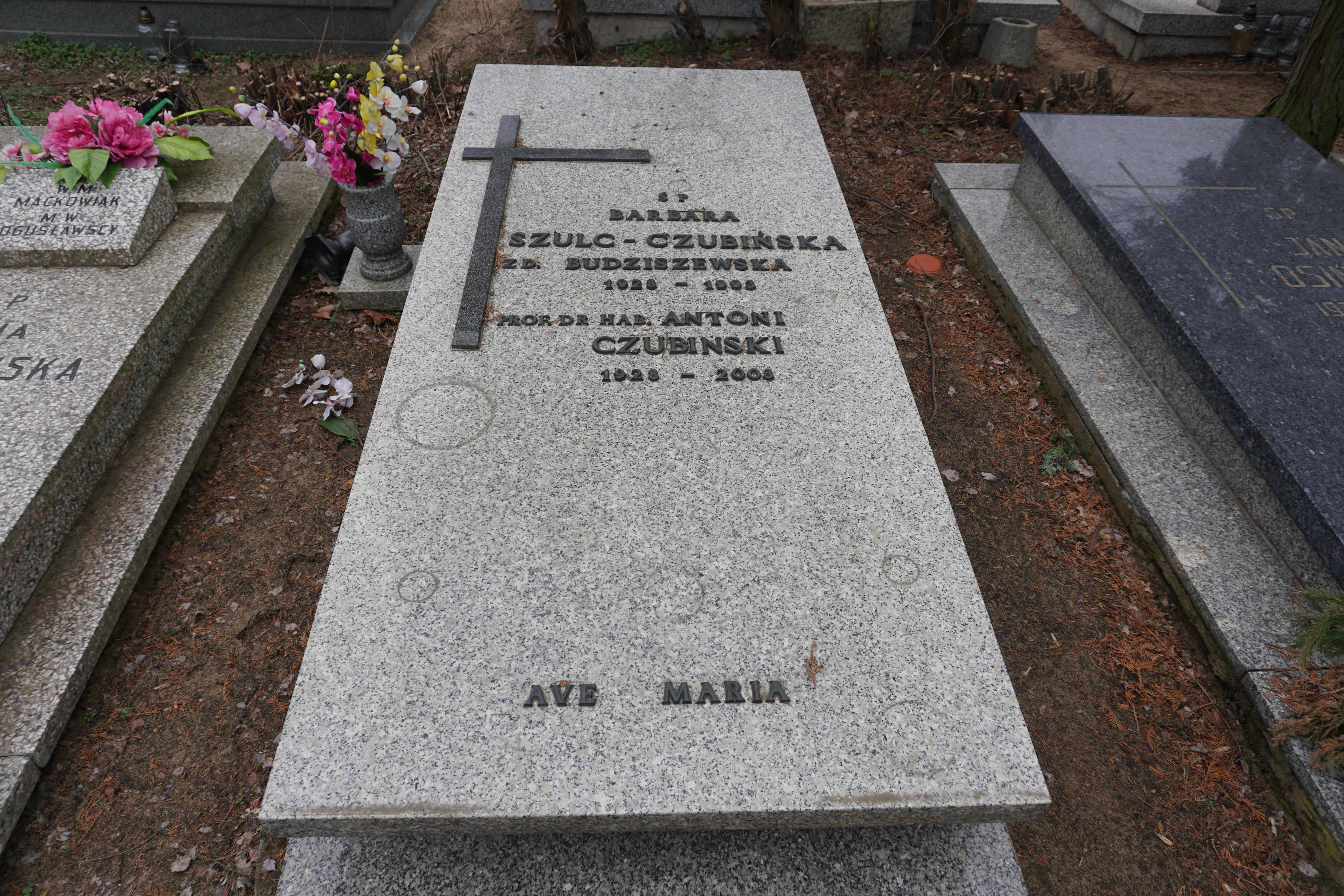
Grób prof. Antoniego Czubińskiego na Cmentarzu Junikowo

W III RP zachował silnie lewicowe poglądy i sympatię dla PRL (jednakże złagodzoną). Na konferencjach, w publikacjach i polemikach konsekwentnie bronił dorobku PRL. Według jego historiozofii, w latach 1944–1989 Polska stopniowo uniezależniała się od ZSRR, przechodząc od pełnej zależności do daleko posuniętej autonomii, jej sytuacja była lepsza aniżeli innych „demoludów”, a zasługę w tym oprócz nieokiełznanego narodu ma również wielu ówczesnych przywódców. Pozytywnie o stosunkach wytworzonych w Polsce w latach 1944–1989 miał świadczyć też przebieg historii po 1989 – to dzięki nim według Czubińskiego możliwe było przejście „ze stanu demokracji ludowej do stanu demokracji parlamentarnej” i „od stanu pseudosocjalizmu do stanu gospodarki rynkowej”. Podkreślał też zasługi krajowej lewicy dla utrzymania państwowości polskiej (która w myśl porozumienia Hitlera i Stalina miała zniknąć całkowicie), chwalił podjęcie odbudowy państwa polskiego w ramach kurateli radzieckiej („innej alernatywy wówczas nie było”). Przekonywał też, że ogólny bilans rozwoju ekonomiczno-społecznego PRL jest pozytywny i prognozował, że teza ta z czasem będzie zyskiwać coraz więcej zwolenników. Jego wypowiedzi w tym zakresie spotykały się z dezaprobatą wielu innych historyków epoki.
Zmarł 10 lutego 2003 w Poznaniu i został pochowany 17 lutego na cmentarzu na Junikowie w Poznaniu (pole 9-3-13-5).

## Uczniowie
Przez czterdzieści lat pracy dydaktyczno-naukowej wypromował ponad dwustu magistrów i ponad pięćdziesięciu doktorów. Jego uczniami i bliskimi współpracownikami byli: prof. Przemysław Hauser, prof. Tadeusz Kotłowski, prof. Michał Musielak, dr hab. Krzysztof Rzepa, prof. Tomasz Schramm, prof. Stanisław Sierpowski, dr Ryszard Wryk.

## Dorobek naukowy
Zajmował się historią najnowszą Polski i Niemiec, historią powszechną, międzynarodowymi stosunkami politycznymi oraz historią Poznania i Wielkopolski. Opublikował około 40 książek, kilkaset artykułów, studiów, rozpraw, recenzji naukowych etc. Jego pionierskie publikacje wywarły istotny wpływ na rozwój badań historycznych w kraju. Ważne miejsce w jego twórczości naukowej zajmują podręczniki akademickie i syntezy. Był także świetnym dydaktykiem i organizatorem, wypromował około 280 magistrów, ponad 50 doktorów. Autor haseł w Słowniku biograficznym działaczy polskiego ruchu robotniczego.

### Publikacje
- Kraj Rad. Lata zmagań i zwycięstw, Warszawa (1973)
- Rewolucja 1918–1919 w Niemczech (1977)
- Historia Polski (1989)
- Europa XX wieku. Zarys historii politycznej (1997, wyd. IV 2002)
- Druga wojna światowa 1939–1945 (1999)
- Historia Polski XX wieku (2000, wyd. II 2003)
- Wielkopolska w latach 1918–1939 (2000)
- Historia powszechna XX wieku (2003)
- Historia Polski 1864-2001 (wyd. I 2002)

## Odznaczenia i nagrody
Za „wszechstronne osiągnięcia” został odznaczony m.in.: Srebrnym i Złotym Krzyżem Zasługi, Krzyżem Kawalerskim i Komandorskim Orderu Odrodzenia Polski, Orderem Sztandaru Pracy II klasy, Medalem Komisji Edukacji Narodowej, odznaczeniami zagranicznymi i regionalnymi. Był laureatem nagród państwowych, resortowych i uniwersyteckich. Prezydent RP pośmiertnie odznaczył go Krzyżem Komandorskim z Gwiazdą Orderu Odrodzenia Polski.
Laureat nagrody "Trybuny Ludu" za współpracę z redakcją (1973). W 1984 otrzymał Nagrodę im. Ludwika Waryńskiego jako współautor monografii "Powstanie Wielkopolskie 1918-1919. Zarys Dziejów" (PWN, wyd. II). Drugi raz otrzymał Nagrodę im. Ludwika Waryńskiego w 1988 za pracę "Rewolucja Październikowa w Rosji i ruchy rewolucyjne w Europie 1917-1921" (Wdawnictwo Poznańskie, 1988). Był także laureatem  Nagrody „Miesięcznika Literackiego” (1986) za książkę "Komunistyczna Partia Polski 1918-1939. Zarys historii" (Wydawnictwa Szkolne i Pedagogiczne).
W 1996 za dorobek badawczo-naukowy na temat powstania wielkopolskiego wyróżniony statuetką „Dobosz Powstania Wielkopolskiego”, przyznawaną przez Zarząd Główny Towarzystwa Pamięci Powstania Wielkopolskiego 1918/1919.

## Życie prywatne
Mąż Barbary z domu Sikorskiej, z którą miał dwójkę dzieci: syna Piotra i córkę Annę. Powracając wraz z synem w 1974 do Poznania, rozstał się z żoną (która wraz z córką pozostała w Warszawie) i w 1975 poślubił Barbarę Szulc (1928–1993), zatrudnioną od 1968 na stanowisku administracyjnym w Instytucie Historii UAM (w latach 1972–1989 jako wicedyrektor instytutu ds. administracyjnych).